# Крішна Раджа Вадіяр IV
Крішна Раджа Вадіяр IV (каннада ನಾಲ್ವಡಿ ಕೃಷ್ಣರಾಜ ಒಡೆಯರ್; 4 червня 1884 — 3 серпня 1940) — правитель Майсуру від 1894 до своєї смерті 1940 року. На момент його смерті він також був одним із найзаможніших людей у світі: його статок становив близько $400 мільйонів, що нині дорівнює приблизно $56 мільярдам.

## Правління
За часів його правління було реалізовано низку проектів, що сприяли розвитку держави, серед яких:
- 1902 року було збудовано гідроелектростанцію на водоспаді Шіванасамудра
- Офтальмологічна лікарня у Бенгалуру, заснована 1903 року, нині є одним із найстаріших у світі офтальмологічних лікувальних закладів
- 1905 року Бенгалуру став першим індійським містом, що мало освітлені електрикою вулиці
- 1907 року було завершено будівництво дамби Вані Віласа Сагара, першої греблі у штаті Карнатака
- того ж року було створено Майсурську законодавчу раду
- 1909 року у Бенгалуру було засновано Індійський науковий інститут
- 1913 року був заснований Державний банк Майсуру
- 1916 року було засновано Майсурський університет
- від 1916 до 1918 року було відкрито 232 милі залізничного сполучення Майсурської державної залізниці[2]. До 1938 року Майсурська залізниця мала 740 миль залізничних шляхів
- 1917 року у Майсуру було засновано Науковий жіночий коледж[3]
- 1924 року була збудована дамба Крішна Раджа Сагар
- того ж року було засновано Майсурський медичний коледж
- між 1925 та 1930 роками було засновано нове містечко Крішнараджанагара
- 1927 року була заснована лікарня Крішни Раджендри у Майсуру
- 1934 року майсурський уряд подарував 10 акрів землі нобелівському лауреату серу Чандрасекарі Венкаті Раману для створення дослідницького інституту[4]
- 1939 року було створено фабрику скла та порцеляни у Бенгалуру
- того ж року було утворено округ Мандья
- 1940 року було створено компанію Hindusthan Aircraft, що згодом отримала назву Hindustan Aeronautics